# Tipula verna
Tipula verna är en tvåvingeart som först beskrevs av Franz Paula von Schrank 1776.  Tipula verna ingår i släktet Tipula och familjen svidknott.
Artens utbredningsområde är Österrike. Inga underarter finns listade i Catalogue of Life.